# Campan
Campan és un municipi del departament francès dels Alts Pirineus, a la regió d'Occitània.

## Demografia
| 1962                                       | 1968  | 1975  | 1982  | 1990  | 1999  | 2007  |
| ------------------------------------------ | ----- | ----- | ----- | ----- | ----- | ----- |
| 1.458                                      | 1.546 | 1.481 | 1.458 | 1.390 | 1.483 | 1.530 |
| Des de 1962: població sense dobles comptes |       |       |       |       |       |       |

## Administració
| Període   | Identitat      | Partit |
| --------- | -------------- | ------ |
| 1995-2001 | Marc Chicoulaa | RPR    |
| 2001-     | Gérard Ara     |        |